# Makó tömegközlekedése
Makó tömegközlekedésének üzemeltetéséről a Volánbusz gondoskodik. Jelenleg mindössze egy viszonylat létezik, illetve szerződéses járatok közlekednek; a városon belül a kerékpáros közlekedés dominál, számottevő igény a helyi tömegközlekedés igénybevételére csak a nagyobb üzemekben dolgozók részéről merül fel.

## Aktív viszonylatok
Makón helyi autóbusz-közlekedését jelenleg egy járat alkotja:
- 5-ös busz (Makó) (Autóbusz-állomás – Ipari park) Hétköznap és szombaton napi 4 pár járattal. Illetve néhány Szegedről (vagy Szegedre) közlekedő járattal szintén el lehet jutni az Ipari parkba.

## Megszűnt járatok
Makón a többi kisvároshoz hasonlóan sok helyi autóbuszjárat szűnt meg kihasználatlansága miatt, vagy önkormányzati döntés eredményeképpen. Jelenleg is problémát jelent, hogy egyik vasútállomáshoz sem közlekedik helyi járat, és a kórház sem közelíthető meg tömegközlekedéssel. A járatokat eredetileg 1-től 8-ig számozták, de betűjelzéses viszonylatok is közlekedtek.
- Az 1-es jelzésű viszonylat az autóbusz-állomás és vasútállomás között közlekedett (Buszállomás – Szegedi u. – Lonovics sgt. – Vasútállomás);  naponta nyolc pár járattal is üzemelt. 2000-ben szűnt meg (addigra már csak napi egy pár járat közlekedett); a viszonylat megszűnése óta a vasútállomás és Makó déli városrészében lévő lakótelepek nem érhetőek el tömegközlekedéssel.
- A régi 2-es járat (Buszállomás – Kossuth u. – Justh Gy. u. – Újváros vasútállomás) szorosan összefüggött az 5-össel, mivel útvonaluk majdnem teljesen megegyezett; csak az utolsó megállójuk tért el. Makó-Újváros vasútállomásra 2005 januárjáig közlekedtek autóbuszok.
- Az új 2-es járat (Autóbusz-állomás – Szép utca – Hosszú utca – Tesco áruház) 2006. január 28-ától, a makói Tesco áruház megnyitásától közlekedett 2009. május 1-jéig.[2] Kezdetben fizetni kellett a járat igénybevételéért, később ingyenessé tették használatát.
- A 3-as járat (Autóbusz-állomás-Széchenyi tér-Aradi utca-MAFÉG) Egykor jelentős utasforgalmú hivatásforgalmi járat, ami a MAFÉG műszakváltásaihoz igazodva közlekedett. Az ezredforduló után mindössze a délutáni műszakváltáshoz igazodó egyetlen járatpár maradt meg. Ez a viszonylat 2009 decemberének végén szűnt meg. Megszűnése után a helyközi buszjáratokkal lehet leutazni a MAFÉG gyárig. (Egészen pontosan, ami Királyhegyes felé, Csanádpalota felé, vagy Nagylak felé tartó járatokkal.)
- A 4-es járat szintén az Újvárosi vasútállomáshoz közlekedett, de a 2-estől eltérő útvonalon (Buszállomás-Széchenyi tér-Úri u.-Erdélyi püspök u.-Hosszú u.-Just Gy. U.-Újváros vasútállomás) A viszonylat kihasználatlan volt, megállóit később elbontották. 1996-ban szűnt meg.
- A 6-os járat megszűnésének indoka alacsony kihasználtsága, illetve a Maroslele felé közlekedő autóbuszok útvonalának átszervezése okozta. Miután a Maroslele-Hódmezővásárhely felé közlekedő autóbuszokat útvonalát áthelyezték a 6-oséval megegyező útvonalra nem volt értelme továbbra is fenntartani egyszerre a távolsági és a helyi áratot is. Az 1990-es évek elején szűnt meg.
- A 7-es járat azonos számozású elődje az autóbusz-pályaudvar és a Dr. Diósszilágyi Sámuel Kórház-Rendelőintézet között közlekedett, a legrövidebb útvonalon.
- Az új 7-es járat végállomása szintén a kórház volt, ezért örökölte meg a viszonylat a számozást. Gerizdes és Újváros északi részének kivételével kivételével a teljes várost körbejárta. Bárki által ingyenesen igénybe vehető járat volt, 2005. január 10-étől közlekedett 2006. december 29-éig. A viszonylat létrehozásának célja a kórházba való eljutás megkönnyítése volt a makóiaknak, és a környékbeli települések lakóinak számára. A járat kihasználtsága változó volt, az évszakok függvényében. Megszüntetését nem a kihasználtság aránya miatt, hanem Makó rossz anyagi helyzetére hivatkozva döntötte el a város képviselő-testülete a 2006-os év végén.
- A 8R elnevezésű autóbuszjárat időszakosan közlekedett, a Maros-parti üdülőtelepet kötötte össze a Belvárossal. Az 1990-es évek elején szűnt meg.
- Az M5 jelzéssel a Makó és Makó-Rákos között közlekedő helyi járatot látták el. Ezen viszonylatot az 5-ös buszjárat vette át, illetve a Földeák felé, Makó-Rákos - Tótkomlós (vagy Mezőhegyes) felé tartó helyközi járatok.
- Iskolabuszok 2006-tól 2011-ig A, B, C jelzéssel iskolabuszok közlekedtek a Buszállomás és a város három általános iskolája között. Azóta ezeket is már helyközi buszjáratokkal a Volánbusz üzemelteti. Az Almási utcai iskolától Szegedre lehet utazni, míg a Kálvin iskolától Csanádpalotára, vagy Nagylak felé iskolai napokon.